# 3. Panzerarmee
Pour les articles homonymes, voir 3e armée.
La 3. Panzerarmee ou 3e Panzerarmee en français : « 3e armée blindée » était une armée blindée, fortement équipée de chars (panzer), en activité durant la Seconde Guerre mondiale sur le théâtre européen.

## Présentation
Cette grande formation blindée fut déployée au sein de la Wehrmacht sur de nombreux champs de bataille lors de la Seconde Guerre mondiale. Elle fut en activité durant une grande partie de la guerre, à savoir du 1er janvier 1942 au 8 mai 1945.

## Formation
Ses origines se trouvent dans le groupe blindé Panzergruppe 3 qui joua un rôle non négligeable lors des premiers succès de la Wehrmacht sur le front de l'Est. En effet, il se distingua notamment à travers la tactique du blitzkrieg durant l'opération Barbarossa lancée le 22 juin 1941 à l'encontre de l'URSS.

## Histoire de son service

### 1941
Le groupe de combat fut rebaptisé du nom de 3. Panzerarmee en janvier 1942. Elle fut rattachée au Groupe d'armées Centre. Elle participa ainsi à la bataille de Moscou sur le front de l'Est et plus tard à des conflits défensifs principalement dans le secteur Centre.

### 1945
La 3. Panzerarmee fut refoulée lors de l'offensive en Prusse orientale en février 1945 et dut se retrancher derrière l'Oder. Sous le commandement de Manteuffel, elle défend Stettin lors de l'attaque russe sur Berlin. Le groupe Steiner, composante mécanisée et blindée de la 3. Panzerarmee, est désigné pour mener une contre-attaque pour dégager Berlin. L'assaut n'aura jamais lieu car le groupe Steiner n'est composé que de faibles unités débandées, provoquant la fureur d'Hitler. Encerclée de toute part, elle capitule dans la zone de Rostock sur la Baltique en mai 1945.

## Commandement

### Commandant
| Début            | fin          | Grade                    | Commandant           |
| ---------------- | ------------ | ------------------------ | -------------------- |
| 1er janvier 1942 | 15 août 1944 | Generaloberst            | Georg-Hans Reinhardt |
| 15 août 1944     | 10 mars 1945 | Generaloberst            | Erhard Raus          |
| 10 mars 1945     | Mai 1945     | General der Panzertruppe | Hasso von Manteuffel |

### Chef de l'état-major général de l'unité
| Début            | fin             | Grade               | Commandant              |
| ---------------- | --------------- | ------------------- | ----------------------- |
| 1er janvier 1942 | 1er juin 1942   | Oberstleutnant i.G. | Carl Wagener            |
| 2 juin 1942      | 5 novembre 1943 | Oberst i.G.         | Dietrich Beelitz        |
| 5 novembre 1943  | Mai 1945        | Oberst i.G.         | Hans-Joachim Ludendorff |

## Ordres de bataille

### Unités organiques
- Höherer Artilleriekommandeur 313
- Kommandant des rückwärtigen Armeegebiets 590
- Panzerarmee-Nachschubführer 3
- Panzerarmee-Nachrichten-Regiment 3

### Unités rattachées
Février 1942
- LIX. Armeekorps

Juillet 1942
- IX. Armeekorps
- XX. Armeekorps

Février 1943
- XLIII. Armeekorps
- LIX. Armeekorps
- II. Luftwaffen-Feldkorps

Décembre 1943
- IX. Armeekorps
- LIII. Armeekorps
- VI. Armeekorps

Juillet 1944
- IX. Armeekorps
- XXVI. Armeekorps

Octobre 1944
- XXVIII. Armeekorps
- Fallschirm-Panzerkorps Hermann Göring
- XL. Panzerkorps
- IX. Armeekorps

Mars 1945
- Korpsgruppe Tettau
- X. SS-Armeekorps
- III. (germanisches) SS-Panzerkorps

## Sources
- (en) Cet article est partiellement ou en totalité issu de l’article de Wikipédia en anglais intitulé « 3rd Panzer Army » (voir la liste des auteurs).